# Gai Calpurni Pisó (pretor 211 aC)
Gai Calpurni Pisó (en llatí Caius Calpurnius Piso) va ser un magistrat romà. Formava part de la gens Calpúrnia, una distingida família romana considerada d'origen plebeu.
A la batalla de Cannes, l'any 216 aC, va ser fet presoner i es diu que va ser enviat amb dos presoners més a Roma per negociar l'alliberament de la resta de presoners, proposta que el senat va refusar.
El 211 aC va ser pretor urbà i a l'acabar el mandat va tenir el càrrec de propretor a Etrúria l'any 210 aC. Des d'allí, el dictador Quint Fulvi Flac li va encarregar agafar el comandament de l'exèrcit a Càpua. A l'any següent (209 aC) el senat li va assignar altre cop Etrúria. Durant el seu mandat com a pretor, va proposar que els Ludi Apollinares, celebrats per primer cop el 212 aC, es repetissin cada any, i el senat ho va aprovar. Els descendents de Gai Calpurni Pisó, la branca dels Pisons, van commemorar l'aniversari de la instauració d'aquests Jocs encunyant monedes.